# Чудинов, Пётр Константинович
Пётр Константи́нович Чуди́нов (4 января 1922, Юго-Камский завод (ныне Юго-Камский, Пермская область) — 5 марта 2002) — советский учёный, геолог, палеонтолог, специалист в области палеогерпетологии пермского периода.

## Биография
Пётр Чудинов родился в 1922 году в семье служащих. Отец, Константин Гаврилович, путешествовал по Китаю, участвовал в строительстве КВЖД, был фронтовым корреспондентом в Порт-Артуре, после революции был организатором сельскохозяйственного кооперативного общества, потом работал в заводоуправлении (расстрелян в мае 1938, реабилитирован в 1956). Мать, Мария Алексеевна, в девичестве Чазова — сельская учительница. Младший брат Николай (1929—1988) стал геохимиком, в 1955 году выдвинул спорную теорию о сверхдолгом анабиозе микроорганизмов в соляных пластах, о которой снят фильм «Узники Пермского моря».
Пётр Чудинов закончил геолого-географический факультет Молотовского государственного университета (1947), специализировался на кафедре исторической геологии и палеонтологии. Во время Великой Отечественной войны служил стрелком-радистом в экипаже бомбардировщика (1944—1945). После окончания университета работал в Естественнонаучном институте Пермского университета, потом в приисковой конторе «Прикамнефть».
В 1951 году, начав описание позднепалеозойских отложений в Пермской области, поступил в аспирантуру Палеонтологического института АН СССР, в 1954 году защитил кандидатскую диссертацию по теме «пермские котилозавры» под научным руководством Ивана Антоновича Ефремова. Начиная с 1954 года, тридцать лет проработал в Палеонтологическом институте АН СССР.
В 1952, 1957, 1958, 1960 годах проводил раскопки верхнепермских отложений возле города Очёр Пермской области, в ходе которых была открыта крупнейшая страница в палеозойском периоде истории животного мира суши. Чудинов принимал участие в более чем сорока экспедициях, в том числе в Приуралье, Архангельской области, Казахстане, Китае и Монголии.
В эволюционном отношении очёрская фауна позвоночных, открытая П. К. Чудиновым, представляет собой недостающее звено между пермскими фаунами Северной Америки и Южной Африки. Эти крупнейшие за советское время палеонтологические раскопки дали также уникальную возможность для проведения широкомасштабных тафономических исследований, позволив значительно обогатить представления о закономерностях захоронения наземных позвоночных, ранее выдвинутые И. А. Ефремовым.
Основные интересы Чудинова были связаны с древнейшими терапсидами, далекими предками млекопитающих, во многом остававшимися загадкой для учёных. В серии статей и монографии «Ранние терапсиды» (1983 год) он подвёл итоги многолетней работы по их изучению. В них охвачен весь спектр проблем — морфология и систематика базальных групп всех основных стволов, тафономия местонахождений их остатков, и на этой основе стратиграфическая корреляция верхнепермских континентальных отложений планеты; проведена реконструкция экологии и образа жизни первых терапсид. По своему значению для палеонтологии позвоночных «Ранние терапсиды», бесспорно, входят в число важнейших работ конца XX века.
В 1972 году защитил докторскую диссертацию по ранним терапсидам. После выхода на пенсию продолжал научную деятельность. В июле — сентябре 1997 года работал в Пермском университете в должности заведующего учебно-методическим кабинетом стратиграфии и палеонтологии кафедры региональной геологии.
Автор около 70 публикаций, в том числе зарубежных. Почётный член Российского палеонтологического общества и Американского общества палеонтологии позвоночных.
Научным руководителем кандидатской диссертации П. К. Чудинова, а также организатором ряда раскопок мезозойских отложений, в которых также принимал участие Чудинов, был Иван Антонович Ефремов. Чудинов организовал несколько конференций его памяти, написал книгу «Иван Антонович Ефремов» (1987), в которой раскрывался Ефремов как человек, учёный и писатель, редактировал том его научной переписки (1994).
Жена — Инна Ивановна Чудинова (Смышляева), кандидат биологических наук, палеонтолог-кораллист. Дочери: Вера Петровна Чудинова, химик-органик, затем социолог детского чтения; Елена Петровна Чудинова — писательница.
По воспоминаниям дочери, Чудинов любил книги Генри Дэвида Торо, Тейяра де Шардена, Вернадского, Тютчева, Диккенса, Джерома К. Джерома, Киплинга, «Песнь о Гайавате» Лонгфелло, «Унесённые ветром» Маргарет Митчелл, англоязычную литературу предпочитал читать в оригинале; испытывал страсть к словарям, которые «читал как детективы», особенно Оксфордский словарь, Словарь Даля. Пётр Константинович был ярко выраженным интровертом, одной из причин чего, видимо, была судьба его семьи. Характерной чертой его была любовь к долгому уединённому отдыху на природе в охотничьем балагане, во время которого он сочетал охоту, чтение и написание научных трудов.
В мае 2013 году в ПИН РАН прошла конференция, посвящённая 90-летию со дня рождения П. К. Чудинова, на которой были затронуты темы его биографии и палеогерпетологии пермского периода.

## Труды
- 1957 — Котилозавры из верхнепермских красноцветных отложений Приуралья.
- 1983 — Ранние терапсиды.
- 1987 — Иван Антонович Ефремов.